# Dantooine
Dantooine je planeta ve fiktivním světě Star Wars. Nachází se v odlehlé části galaxie ve Vnějším pásu na okraji veškerého zájmu. Odnepaměti to byla planeta farmářů, kteří se přistěhovali z průmyslovějších planet a nikdy nevybudovali rozsáhlejší města. Na planetě žije i původní inteligentní životní forma: Dantari. Ti však nikdy žádnou civilizaci nevybudovali a žijí ve skromných pravěkých podmínkách.

## Popis
Na planetě jsou k vidění rozsáhlé travnaté pláně, pohoří a množství jeskyň produkujících krystaly na výrobu světelných mečů. Žije zde mnoho rozličných druhů živočichů (např. Kathští psi, Iriazové, létající rejnoci Brith, Kinrathy, Laigreci, aj.). Symbolem Dantooinu jsou vysoké stromy BIba.

## Historie
V dávných dobách, ještě před vznikem Republiky, byl Dantooine pod nadvládou rasy zvané Rakata. Ti zde zanechali pouze rozvaliny, které hlídá droid mluvící pradávnými dialekty jazyků všemožných mimozemských ras, které Rakatové zotročili.
Novodobá kolonizace pod hlavičkou staré Republiky začala někdy v době Velké sithské války. Byla zde také tajně zřízena akademie řádu Jedi, který na planetě zajišťoval bezpečnost, zejména po Mandalorianských válkách. V době Jedijské Občanské války byla planeta na rozkaz pána ze Sithu Darth Malaka vybombardována, Jedijská akademie vypálena a velká část obyvatel povražděna sithskými komandy. Sithové tuto planetu okupovali ještě rok, ale po válce se mohl život vracet do normálu.
Farmářům však naději vzali žoldnéři a váleční veteráni, kteří si z Dantooinu udělali svou základnu a terorizovali obyvatele. Aby místní předešli úplné anarchii, zřídili správní centrálu v objektu zvaném Khoonda. Republika však obyvatelům nepomohla a situace se na planetě prudce zhoršovala, zejména od doby, kdy vůdce žoldnéřů Azkul podepsal dohodu se zločineckou organizací Centrála (v angl. Exchange). V roce 3951 před bitvou o Yavin však na planetu s lodí Ebon Hawk přicestovala bývalá rytířka Jedi, zvaná Vypovězená, která svými činy vyprovokovala Azkula k útoku na Khoondu. Vypovězená však Dantooinským pomohla díky svým válečným zkušenostem a zručností a bitvu pro obyvatele planety vybojovala. Po bitvě se vládě v Khoondě povedlo navázat lepší kontakt s Republikou, která konečně poskytla potřebnou materiální a vojenskou podporu.
Jak se po bitvě o Khoondu vrátili na Dantooine jedijští mistři Kavar, Vrook a Zez-Kai Ell, doznala i Akademie Jedi oprav a uskutečnil se zde druhý soud Vypovězené. Kreia však mistrům Jedi ve snaze odstřihnout Vypovězenou od Síly zabránila a chladnokrevně je zabila. Po těchto událostech žili obyvatelé Dantooinu dlouhá tisíciletí v míru.
Války se na Dantooine vrátily až v průběhu Klonových válek, když zde Republika pod vedením Mace Windu vybojovala cenné vítězství. Později planeta posloužila jako dočasný úkryt rebelů proti vládě Darth Sidiouse a princezna Leia Organa se snažila na tuto planetu přivést pozornost velkomoffa Tarkina v zoufalé snaze zabránit výstřelu Hvězdy smrti na její domovskou planetu. Imperiální vojáci planetu pročesali, ale našli jen opuštěná obvodová zdiva bývalé rebelské základny. Po bitvě o Endor planeta přešla pod správu Nové Republiky, ale později na ní zaútočili Yuuzhan Vongové, kteří při bitvách téměř vyhladili domorodé Dantari, jejichž těla nabízeli svým válečným bohům jako oběti. Po porážce Yuuzhan Vongů se na planetě obnovila přítomnost Republiky, avšak okolo roku 40 po bitvě o Yavin přešla dočasně do rukou Prvního Řádu.